# Furnarius longirostris
Furnarius longirostris (лат.) — вид птиц из семейства печниковых. До недавних пор считался конспецифичным с F. leucopus и F. cinnamomeus. Выделяют два подвида, также может существовать еще один подвид (т. н. раса exilis), не выделяемый надежно, но известный более красочной окраской.

## Распространение
Обитают на территории Колумбии и Венесуэлы.

## Описание
Длина тела 17—18 см. Крупные, богато окрашенные печники. Клюв относительно длинный и почти прямой. Самцы и самки внешне схожи.

## Биология
Питаются членистоногими и другими беспозвоночными, но детали рациона неизвестны. О размножении известно очень мало. Этих птиц считают моногамными.